# NGC 4101
NGC 4101 é uma galáxia espiral (S0-a) localizada na direcção da constelação de Coma Berenices. Possui uma declinação de +25° 33' 25" e uma ascensão recta de 12 horas, 06 minutos e 10,7 segundos.
A galáxia NGC 4101 foi descoberta em 6 de Abril de 1785 por William Herschel.